# 前衛民族主義と社会主義党
前衛民族主義と社会主義党（ぜんえいみんぞくしゅぎとしゃかいしゅぎとう、英語: Vanguard Nationalist and Socialist Party）は、1970年代と1980年代に存在したバハマの小政党。
前衛民族主義と社会主義党は1971年、進歩自由党の青年組織の一部が米国の黒豹党の影響を受けて設立された。1977年バハマ総選挙で5人が立候補したが55票しか獲得できず落選した。1979年にジョン・T・マカートニー（John T. McCartney）が党首に就任したが、18人の立候補者を出した1982年バハマ総選挙でも181票しか獲得できず議席を得られなかった。同党が参加した最後の選挙は1987年にセント・バルナバス（St. Barnabas）で行われた補欠選挙であり、党首のライオネル・ケアリー（Lionel Carey）が出馬した。第1野党の自由国民運動はこの選挙に参加しなかったが、ケアリーの得票数は労働者党よりも低く最下位に終わった。
得票数の少なさからも見られるように、前衛民族主義と社会主義党はバハマの有権者から重要視されなかった。同党の全ての立候補者は供託金を没収されていた（1982年のマニフェストでは供託金の廃止を呼び掛けた）。党員がお互いを戦友（comrade）と呼んだことも風刺された。